# 브랜던 플라워스
브랜던 리처드 플라워스(Brandon Richard Flowers, 1981년 6월 21일 ~ )는 미국의 싱어송라이터, 사업가이다. 록 밴드 더 킬러스의 프론트맨이다.